# Noé Ela
Noé Nsue Ela (Madrid, 17 de abril de 2003), conocido en España como Noé Ela Mangue, es un futbolista hispano-ecuatoguineano que juega como delantero para el Deportivo Alavés "C" de la Tercera Federación y para la selección de Guinea Ecuatorial.

## Trayectoria
Nacido en Madrid y de origen ecuatoguineano, es un delantero formado en CD Pinosierra, Rayo Alcobendas y CD Leganés, antes de firmar en 2021 por el equipo juvenil de la UD Logroñés, donde consiguió 23 goles en División de Honor en la temporada 2021-22. En la misma temporada También llegó a debutar en la Primera Federación con la UD Logroñés, disputando tres encuentros.
En la temporada 2922-23, con el UD Logroñés disputa en la Segunda Federación, un total de 34 partidos, anotando dos goles y dando tres asistencias. 
El 10 de agosto de 2023, firma por el Club Deportivo Numancia de Soria de la Segunda Federación.
El 5 de octubre de 2024, debutó con el Alavés C en la Tercera Federación.

## Selección nacional
Es internacional por la selección de fútbol de Guinea Ecuatorial, con la que hizo su debut el 6 de septiembre de 2023 en un encuentro amistoso contra Libia, que concluyó con empate a uno. En enero de 2024, disputó la Copa Africana de Naciones 2023 con la Guinea Ecuatorial.

## Clubes
| Club                 | País   | Año             |
| -------------------- | ------ | --------------- |
| U. D. Logroñés "B"   | España | 2021-2023       |
| C. D. Numancia       | España | 2023-2024       |
| Deportivo Alavés "C" | España | 2024-actualidad |